# Wilmar Paredes
Pour les articles homonymes, voir Paredes.
Paredes  Zapata est un nom espagnol. Le premier nom de famille, en général paternel, est Paredes ; le second, en général maternel, souvent omis, est Zapata.
Wilmar Andrés Paredes Zapata est un coureur cycliste colombien, né le 27 avril 1996 à Medellín.

## Biographie
Le 5 avril 2019, l'Union Cycliste Internationale le suspend provisoirement à la suite d'un contrôle (hors-compétition) positif à l'EPO survenu le 27 février 2019. Début décembre, une sanction de quatre ans lui est signifiée. Meilleur grimpeur du Tour de Taïwan 2019, ce résultat lui est retiré.
Début mars 2023, l'équipe continentale Medellín-EPM lui offre un contrat. Lors de sa course de rentrée, la Vuelta al Tolima, il remporte un classement annexe (le classement des étapes volantes). Un mois plus tard, il s'illustre en montant sur le podium de sa seconde course, la Vuelta al Sur-Tolima y Huila. Le reste de la saison le voit terminer huitième deux courses de l'UCI America Tour 2023 (la Vuelta a Formosa Internacional et le Gran Premio Guatemala), détenir le maillot de leader durant quatre jours d'une course de l'UCI ProSeries 2023, le Tour du lac Qinghai et monter sur le podium du Tour du Panama. Lors de cette dernière compétition, il remporte la deuxième étape, première victoire depuis son retour de suspension.
En 2024, Wilmar Paredes commence sa saison par remporter une étape dans deux courses du circuit national colombien, la Clásica de Rionegro et la Vuelta al Tolima. Puis début avril, Paredes, avec ses coéquipiers du Team Medellín, part en Jamaïque disputer la Jamaica International Cycling Classic. Lors de la première étape, il s'impose en solitaire, gagnant ainsi sa première course de l'UCI America Tour depuis sa victoire dans le Tour de Colombie 2017. Ce succès d'étape lui permet de s'offrir la victoire au classement général deux jours plus tard. 

## Palmarès sur route

### Par année
- 2013
  - 1re étape de la Vuelta del Porvenir de Colombia
- 2014
  -  Champion panaméricain sur route juniors
- 2015
  - 2e étape du Tour de Colombie espoirs
  - Clásica del Caribe :
    - Classement général
    - 3e étape

  - 2e de la Clásica de Rionegro
- 2017
  - 2e étape du Tour de Colombie
  - 2e de la Klasika Primavera
- 2018
  - 3e de la Klasika Primavera
- 2023
  - 2e étape du Tour du Panama
  - 2e de la Vuelta al Sur-Tolima y Huila
  - 3e du Tour du Panama
- 2024
  - 2e étape de la Clásica de Rionegro
  - 2e étape de la Vuelta al Tolima
  - Jamaica International Cycling Classic : 
    - Classement général
    - 1re étape

  - 1re et 5e étapes du Tour of the Gila
  - 1re étape de la Vuelta Bantrab
  - 3e étape du Clásico RCN
  - 2e de la Clásica de Rionegro
  - 2e du Gran Premio New York City
  - 2e du Tour de Rio
  -  Médaillé de bronze du championnat panaméricain sur route
  - 3e du Tour of the Gila
  - 3e du Tour du lac Taihu
- 2025
  - Circuito Miguel Sanabria
  - 4e étape de la Vuelta al Tolima
  - 2e étape de la Vuelta Bantrab
  - 1re et 7e étapes du Tour de Colombie
  - 3e de la Vuelta a la Independencia Nacional
  - 3e de la Vuelta al Tolima

### Classements mondiaux
| Année                                 | 2015 | 2016  | 2017 | 2018 | 2019  | 2020 | 2021 | 2022 | 2023  | 2024 |
| ------------------------------------- | ---- | ----- | ---- | ---- | ----- | ---- | ---- | ---- | ----- | ---- |
| Classement mondial                    |      | 2528e | 657e | 466e | 2934e | nc   | nc   | nc   | 1434e | 212e |
| UCI Europe Tour                       | nc   | 1687e | 452e | 271e |       |      |      |      |       |      |
| UCI Asia Tour                         | nc   | nc    | 427e | nc   |       |      |      |      |       |      |
| UCI America Tour                      | 150e | nc    | 320e | nc   | 488e  | nc   | nc   | nc   | nc    | 24e  |
|                                       |      |       |      |      |       |      |      |      |       |      |
| Légende : nc = non classéSource : UCI |      |       |      |      |       |      |      |      |       |      |

## Palmarès sur piste

### Championnats du monde juniors
- Séoul 2014
  -  Médaillé d'argent de la poursuite par équipes juniors

### Championnats panaméricains
- Aguascalientes 2016
  -  Médaillé d'or de la poursuite par équipes (avec Juan Esteban Arango, Eduardo Estrada et Brayan Sánchez).